# Harvard World Model United Nations

Logo der Harvard WorldMUN

Die Harvard World Model United Nations (kurz WorldMUN) ist die weltweit wichtigste Model-United-Nations-Konferenz, die jährlich an wechselnden Orten von der Harvard University (Cambridge) in Zusammenarbeit mit lokalen Partneruniversität ausgerichtet wird. Mit einer Teilnehmerzahl von regelmäßig weit mehr als 2.000 Studenten aus über 120 Nationen gilt sie – neben der rein US-amerikanischen National Model United Nations – als eine der größeren internationalen MUN-Konferenzen der Welt.
Seit ihrer Gründung im Jahre 1991 hat WorldMUN bereits 24 Länder besucht und ist seitdem stetig gewachsen. Derzeitige Secretary General ist Olivia Fu.

## Teilnehmer
Die WorldMUN richtet sich an überdurchschnittlich gute Studenten ab 18 Jahren, die von ihrer Universität ausgewählt und nominiert wurden, sie dort als Delegierte zu vertreten. Aufgrund der hohen Bewerberzahlen gilt das Auswahlverfahren für die WorldMUN als besonders hart – zumeist durchlaufen die Bewerber an ihrer Universität im Vorfeld zahlreiche Tests und Vorbereitungsseminare, bevor sie zur Konferenz fahren dürfen. In vielen Fällen, insbesondere bei Ländern z. B. aus Lateinamerika, in denen Model United Nations weitaus bekannter sind als im deutschsprachigen Raum, werden die Teilnehmer von einem Faculty Adviser begleitet, der sie während der Konferenz beobachtet und bewertet – von diesen Ergebnissen hängen daraufhin nicht selten wichtige Stipendien oder Noten für das Studium ab.
Jeder Delegation wird im Vorfeld der Konferenz ein Staat zugewiesen, welchen sie bei der MUN vertreten wird. Pro Komitee vertreten dann in der Regel je zwei Delegierte die Position ihres Landes, wobei erwartet wird, dass sich die Studenten vorher intensiv über die entsprechende nationale Politik informieren und ein Positionspapier dazu einreichen. Es ist jedoch auch möglich, in bestimmten Komitees als Einzeldelegierter aufzutreten sowie NGOs oder die Presse zu vertreten.

## Ablauf
Die WorldMUN orientiert sich, wie jede Model United Nations, an den offiziellen und realen Abläufen der Vereinten Nationen. Ausschließlich zugelassene Sprache ist Englisch. Die Rules of Procedure schreiben relativ klare und strikte formale Regeln zur Geschäftsordnung vor, die unter anderem den Ablauf der Debatte und Abstimmungen über Resolutionen regelt. Der „WorldMUN-Spirit“ legt jedoch ebenso Wert auf den regen Austausch zwischen den internationalen Teilnehmern, weshalb jeden Abend und zwischen den Sitzungen zahlreiche Veranstaltungen organisiert werden.

### Committee-Sessions
In den Sitzungen der Komitees findet die „eigentliche“ MUN-Arbeit statt: Es wird über verschiedenste, weltpolitische Themen diskutiert und dazu Resolutionen unter realen Bedingungen ausgearbeitet. Die Komitees sind – analog zur UNO – unterteilt in folgende Kategorien:
- UNO-Generalversammlung: Diese umfasst insbesondere die zahlreichen Ausschüsse der GV, darunter der Ausschuss für Abrüstung und internationale Sicherheit (DISEC), der Ausschuss für soziale, humanitäre und kulturelle Fragen (SOCHUM), der Ausschuss für besondere politische Fragen und Entkolonialisierung (SPECPOL), sowie der Rechtsausschuss (LEGAL). Ebenfalls darunter zusammengefasst werden der Internationale Währungsfonds (IMF), die Weltgesundheitsorganisation (WHO) und Sonderversammlungen wie der Summit on the Millennium Development Goals.
- UNO-Wirtschafts- und Sozialrat (ECOSOC) und regionale Organe: Dies umfasst beim ECOSOC vor allem die zahlreichen Unterorgane und Sonderorganisationen, darunter der CSW, den UNESCAP oder die CDP, sowie regional z. B. die Europäische Union oder Afrikanische Union.
- Crisis & Historical Committees: Dabei werden historische oder fiktive Sitzungen des UNO-Sicherheitsrats oder anderer Organe (wie z. B. Internationale Konferenzen oder nationale Staatsorgane) nachgestellt, wobei besonders Wert auf aktuelle, teilweise unerwartete Entwicklungen gelegt wird, die es zu lösen gilt

### Social Events und In-Conference Trips
Jeden Abend finden Partys statt, die unter verschiedenen Mottos stehen und sich oft in den bekannten Szenevierteln der Stadt bewegen. Traditionell beginnt der Abend vor der Konferenz mit der Night Zero Party, außerdem gibt es jedes Mal ein Global Village, bei dem die Teilnehmer ihre Herkunftsländer vorstellen, das Cabaret, bei dem Delegierte Showeinlagen vorführen und zuletzt die Farewell Party. Des Weiteren werden unter der Woche Trips zu Sehenswürdigkeiten am Ort der Konferenz angeboten.

### Social Venture Challenge
Jedes Jahr findet am Rande der Konferenz ein Wettbewerb statt, den die WorldMUN gemeinsam mit dem Resolution Project ins Leben gerufen hat. Dort werden Teilnehmer, die sich in besonderer Weise sozial oder humanitär betätigen, geehrt. der Preis geht einher mit einer finanziellen Förderung des jeweiligen Projekts.

## Orte
Die bisherigen Konferenzen waren:
| Nr. | Jahr | Stadt               | Land                   | Secretary General | Host Team President      | Lokale Partneruniversität                        | Konferenzzentrum                                                   | Auszeichnungen |
| --- | ---- | ------------------- | ---------------------- | ----------------- | ------------------------ | ------------------------------------------------ | ------------------------------------------------------------------ | --- |
| 1   | 1992 | Międzyzdroje        | Polen                  | Geraldine Acuña   |                          | N/A                                              | Hotel Amber Baltic                                                 | |
| 2   | 1993 | Prag                | Tschechien             | Joshua A. Saloman |                          | N/A                                              |                                                                    | |
| 3   | 1994 | Luxemburg (Stadt)   | Luxemburg              | Ankur U. Saraiya  |                          | N/A                                              |                                                                    | |
| 4   | 1995 | Genf                | Schweiz                | Emmeline Li       |                          | N/A                                              |                                                                    | |
| 5   | 1996 | Amsterdam           | Niederlande            | Aram A. Schvey    |                          | N/A                                              |                                                                    | |
| 6   | 1997 | Budapest            | Ungarn                 | Andras Forgacs    |                          | Budapest University of Economic Sciences         |                                                                    | |
| 7   | 1998 | Brüssel             | Belgien                | Johs Pierce       |                          | Vrije Universiteit Brussel                       |                                                                    | |
| 8   | 1999 | Cambridge           | Vereinigtes Königreich | Winnie Li         |                          | University of Cambridge                          |                                                                    | |
| 9   | 2000 | Athen               | Griechenland           | James Mwangi      |                          | National and Kapodistrian University of Athens   |                                                                    | |
| 10  | 2001 | Istanbul            | Türkei                 | Rohan Gulrajani   |                          | Koç University                                   |                                                                    | |
| 11  | 2002 | Belo Horizonte      | Brasilien              | Aspasia Karalis   |                          | Pontifícia Universidade Católica de Minas Gerais | Ouro Minas Palace Hotel                                            | Best Large Delegation: Yale University Best Small Delegation: Carleton College |
| 12  | 2003 | Heidelberg          | Deutschland            | George Tsiatis    |                          | Universität Heidelberg                           | Universität Heidelberg – Alter Stadtcampus                         | |
| 13  | 2004 | Scharm asch-Schaich | Ägypten                | George Tsiatis    |                          | Modern Sciences and Arts University              | Maritim Jolie Ville Mövenpick Golf, Resort & Conference Center     | |
| 14  | 2005 | Edinburgh           | Vereinigtes Königreich | Alex Captain      |                          | University of Edinburgh                          | University of Edinburgh                                            | Best Large Delegation: The College of William & Mary |
| 15  | 2006 | Peking              | Volksrepublik China    | Victor Bicalho    |                          | Universität Peking                               | Universität Peking                                                 | Best Large Delegation: The College of William & Mary |
| 16  | 2007 | Genf                | Schweiz                | Khalid Yasin      |                          | École Polytechnique Fédérale de Lausanne         | Centre international de conférences de Genève (CICG)               | |
| 17  | 2008 | Puebla              | Mexiko                 | Joseph Kerns      | Manuel Rosas Vázquez     | Benemérita Universidad Autónoma de Puebla        | Convention Center of Puebla                                        | Outstanding Large Delegation: Universidad Central de Venezuela |
| 18  | 2009 | Den Haag            | Niederlande            | Timur Kalimov     | José Dominguez Alvarez   | United Netherlands                               | World Forum Convention Center and the International Criminal Court | Best Large Delegation: MUN Society Belgium |
| 19  | 2010 | Taipei              | Taiwan                 | Ami Nash          | Jason Tsung-Cheng Hou    | National Taiwan University                       | Taipei International Convention Center                             | Best Large Delegation: MUN Society Belgium |
| 20  | 2011 | Singapur            | Singapur               | Reihan Nadarajah  | Jinh Zhi & Sharmeen Alam | National University of Singapore                 | Suntec Singapore International Convention Centre                   | Best Large Delegation: MUN Society Belgium |
| 21  | 2012 | Vancouver           | Kanada                 | Kat Tang          | Kenneth Chan             | University of British Columbia                   | Vancouver Convention Centre                                        | Best Large Delegation: Universidad Católica Andrés Bello Best Small Delegation: Claremont McKenna College |
| 22  | 2013 | Melbourne           | Australien             | Charlene Wong     | Siamak Loni              | Monash University & RMIT University              | Melbourne Convention and Exhibition Centre                         | Best Large Delegation: MUN Society Belgium Best Small Delegation: College of William & Mary Outstanding Large Delegation: Universidad Central de Venezuela                                                                                               |
| 23  | 2014 | Brüssel             | Belgien                | Grace Y. Qi       | Jens Wauters             | MUN Society Belgium                              | Palais d’Egmont, European Council and The Hotel Brussels           | Best Large Delegations: Universidad Simón Bolívar & Peruvian Universities Best Small Delegation: Georgetown University International Relations Club |
| 24  | 2015 | Seoul               | Südkorea               | Brian K. Mwarania | HyunJoo Jeong            | Hankuk University of Foreign Studies             | Korea International Exhibition Center                              | Best Large Delegation: Universidad Simón Bolívar Outstanding Large Delegation: Universidad Católica Andrés Bello |
| 25  | 2016 | Rom                 | Italien                | Joseph P. Hall    | Riccardo Messina         | United Network, Italian Association              | Sheraton Rome                                                      | Best Large Delegation: MUN Society Belgium Outstanding Large Delegation: Peruvian Universities Best Small Delegation: Claremont McKenna College WorldMUN Spirit Award: Universidad Católica Andrés Bello                                                 |
| 26  | 2017 | Montreal            | Kanada                 | Parijat Lal       | Jonathan Sasson          | Dawson College                                   | Palais des congrès de Montréal                                     | Best Large Delegation: MUN Society Belgium Outstanding Large Delegation: be.boosted Best Small Delegation: Washington University in St. Louis Outstanding Small Delegation: West Point Military Academy WorldMUN Spirit Award: Universidad Metropolitana |
| 27  | 2018 | Panama-Stadt        | Panama                 | Nicholas Abbott   | Alan Smith               | Universidad Católica Santa María La Antigua      | Atlapa Convention Centre                                           | Best Large Delegation: Peruvian Debate Society Outstanding Large Delegation: MUN Society Belgium Best Small Delegation: Claremont McKenna Colleges Outstanding Small Delegation: Georgetown University WorldMUN Spirit Award: Universidad Metropolitana  |
| 28  | 2019 | Madrid              | Spanien                | Spencer Ma        | Alba Gavaliugov Mendez   | SAMUN                                            |                                                                    | |